# صبغة توتية
الصًبغة التوتية (باللاتينية: Phytolacca acinosa) نوع نباتي يتبع جنس الصًبغة من الفصيلة الصبغية (باللاتينية: Phytolaccaceae). النبات عالي السمية.

## البيئة والانتشار
موطنه شمال وغرب أوروبا وينتشر في شرق آسيا.،